# Chrysorthenches virgata
Chrysorthenches virgata är en fjärilsart som beskrevs av Alfred Philpott 1920. Chrysorthenches virgata ingår i släktet Chrysorthenches och familjen Plutellidae. Inga underarter finns listade i Catalogue of Life.